# Tadeusz Kossakowski
Tadeusz Kossakowski, poljski general, * 27. januar 1888, † 24. november 1965.